# گناهکار بزرگ (فیلم ۱۹۴۹)
گناهکار بزرگ (به انگلیسی: The Great Sinner) یک فیلم درام آمریکایی به کارگردانی روبرت زیودماک در سال ۱۹۴۹ است که بر اساس رمان قمارباز نوشته فیودور داستایفسکی ساخته شده‌است.